# Что гложет Гилберта Грейпа
«Что гло́жет Ги́лберта Грейпа» (англ. What's Eating Gilbert Grape) — американская драма 1993 года режиссёра Лассе Халльстрёма. Фильм является экранизацией одноимённого романа Питера Хеджеса, который также выступил автором сценария. Главные роли исполнили Джонни Депп в роли Гилберта Грейпа, Джульетт Льюис в роли Бекки и Леонардо Ди Каприо в роли Арни Грейпа. За свою роль 19-летний Ди Каприо получил награду Американского Национального совета кинокритиков в категории «Лучший актёр второго плана» и награду Ассоциации кинокритиков Чикаго в категории «Самый многообещающий юный актёр», а также был удостоен первых номинаций на «Оскар» и «Золотой глобус» в категории «Лучший актёр второго плана», став седьмым самым юным номинантом на премию Американской академии в этой категории.

## Сюжет
В маленьком городке Эндора, штат Айова, Гилберт Грейп ухаживает за младшим братом с умственной отсталостью, Арни, которому на днях должно исполниться 18 лет. Каждый день они стоят на дороге и наблюдают за трейлерами туристов — в соседнем городе проходят ежегодные сборы Клуба аэростримеров.
Отец Гилберта и Арни повесился семнадцать лет назад, и с тех пор их мать Бонни проводит большую часть своих дней на диване перед телевизором и едой. Из-за патологического ожирения Бонни не может заботиться о своих детях в одиночку, и Гилберт взял на себя ответственность за ремонт старого дома, а также опекает Арни, который имеет привычку залезать на деревья и водонапорную башню. Сёстры Эми и Эллен занимаются по дому хозяйством.
Со временем в городке открывается новый супермаркет  «FoodLand», угрожающий развитию небольшого продуктового магазина Lamson's Grocery, где и работает Гилберт. Кроме того, у парня завязывается роман с замужней женщиной Бетти Карвер.
Также Гилберт знакомится с девушкой по имени Бекки. Она случайно осталась в городе после поломки автомобиля. Необычные жизненные обстоятельства Гилберта мешают их многообещающему роману. Чтобы провести время с Бекки и полюбоваться закатом, Гилберт оставляет Арни одного в ванне, решив что тот достаточно взрослый, чтобы позаботиться о себе. Утром зайдя в ванную комнату, он находит своего брата в холодной и давно остывшей воде. Его вина усугубляется гневом семьи и последующей аквафобией Арни.
Его роман с Бетти закончился, поскольку та уезжает из города в поисках новой жизни. Её муж скоропостижно скончался — после плавания в бассейне у него случился сердечный приступ.
Бекки сближается с братьями. Однажды Арни забрался на водонапорную башню, и его тут же арестовали. Мать, которая не выходила из дома более семи лет, идёт вызволять Арни из полицейского участка. Её внешний вид веселит местных жителей, и поэтому семья как можно быстрее уезжает домой.
Арни портит дорогой торт ко дню рождения, из-за чего Гилберт пытается заставить Арни помыться, и в результате сопротивления, он бьёт брата. Испытывая чувство вины за содеянное, Гилберт покидает дом, а Арни уходит к Бекки — и она весь вечер помогает Арни преодолеть аквафобию.
Гилберт возвращается домой на вечеринку по случаю дня рождения Арни и просит прощения у семьи.
После вечеринки мать семейства Бонни, впервые после самоубийства мужа, поднимается по лестнице в свою спальню, где умирает. Не имея возможности убрать тело со второго этажа, полиция планирует вернуться с подъёмным краном на следующий день. Зная, что будет толпа людей, которые посмеются над участью матери, семья сжигает дом дотла вместе с телом.
Прошёл год, и Эми устраивается на работу управляющей пекарни, а Эллен мечтает о новой школе.
Арни исполняется 19 лет. Гилберт, как и прежде,  ждёт на обочине  туристические трейлеры. Приезжает Бекки и забирает молодых людей. «Мы можем пойти куда угодно» — говорит Гилберт своему младшему брату.
На этой ноте фильм и заканчивается.

## Критика
Фильм был выпущен ограниченным тиражом 17 декабря 1993 года и широким прокатом 4 марта 1994 года. В первый уик-энд широкий выпуск собрал 2 104 938 долларов. Он считался кассовой бомбой, а общий внутренний валовой доход фильма составил 10 032 765 долларов, хотя он добился большего успеха в домашнем видео и позже приобрел поклонников. 

Ди Каприо и Депп в кадре из фильма

Фильм получил положительные отзывы, многие критики высоко оценили игру Деппа и Ди Каприо. Последний был отмечен своей игрой в фильме, и многие говорили, что ДиКаприо украл фильм у главного актёра Деппа. На Rotten Tomatoes фильм получил 90% баллов «Сертификацию свежести» и средний рейтинг фильма составил 7,40/10 на основе 50 обзоров. Консенсус сайта гласит: «Это сентиментально и в некоторой степени предсказуемо, но это небольшие жалобы, учитывая нежную атмосферу и трогательные актёрские работы, лежащие в основе „Что гложет Гилберта Грейпа“». 
Metacritic подсчитал средний балл 73 из 100 на основе 20 отзывов, что означает «в целом положительные отзывы».
Джанет Маслин из The New York Times похвалила игру Ди Каприо, написав, что «настоящий поворот фильма в актёрских перевоплощениях исходит от мистера Ди Каприо, который делает многочисленные тики Арни такими поразительными и яркими, что поначалу на него трудно смотреть. Игра имеет резкий характер; отчаянная напряжённость от начала до конца». 
Тодд Маккарти из Variety счёл фильм «ошеломлённым взглядом на жизнь» и заметил, что «Деппу удаётся управлять центральным экраном с очень приветливой и привлекательной характеристикой». 
Кинокритики из Film Review похвалили Ди Каприо как умственно отсталого брата, назвав это «перевоплощением удивительной невинности и спонтанности, привнёсшим „трогательную“ достоверность в очень сложную часть». 
Фильм был номинирован на престижный Гран-при Бельгийского синдиката кинокритиков.

## В ролях
| Актёр               | Роль                 |
| ------------------- | -------------------- |
| Джонни Депп         | Гилберт Грейп        |
| Леонардо Ди Каприо  | Арнольд (Арни) Грейп |
| Джульетт Льюис      | Бекки                |
| Мэри Стинберджен    | Бэтти Карвер         |
| Дарлин Кейтс        | Бонни Грэйп          |
| Лора Хэррингтон     | Эми Грэйп            |
| Мэри Кейт Шеллхардт | Эллен Грэйп          |
| Джон Рейли          | Такер ван Дайк       |
| Кевин Тай           | Кен Карвер           |
| Криспин Гловер      | Бобби Макбёрни       |

## Награды и номинации
Список наград и номинаций приведён в соответствии с данными IMDb.

### Награды
| Год  | Событие                                                              | Награда                    | Номинант           |
| ---- | -------------------------------------------------------------------- | -------------------------- | ------------------ |
| 1993 | Премия Национального совета кинокритиков США                         | Лучший актёр второго плана | Леонардо Ди Каприо |
| 1994 | Премия Ассоциации кинокритиков Чикаго                                | Самый многообещающий актёр | Леонардо Ди Каприо |
| 1994 | Премия на Международном кинофестивале «Любовь это безумие», Болгария | «Золотая Афродита»         | Лассе Халльстрём   |
| 1995 | Серебряный приз Guild of German Art House Cinemas                    | Иностранный Фильм          | Лассе Халльстрём   |

### Номинации
| Год  | Событие                     | Награда                    | Номинант           |
| ---- | --------------------------- | -------------------------- | ------------------ |
| 1994 | Кинопремия «Оскар»          | Лучший актёр второго плана | Леонардо Ди Каприо |
| 1994 | Кинопремия «Золотой глобус» | Лучший актёр второго плана | Леонардо Ди Каприо |